# Гумін-Добра-Земське
Гумін-Добра-Земське (пол. Humin-Dobra Ziemskie) — село в Польщі, у гміні Болімув Скерневицького повіту Лодзинського воєводства.
Населення — 121 особа (2011).
У 1975-1998 роках село належало до Скерневицького воєводства.

## Демографія
Демографічна структура станом на 31 березня 2011 року:
|          | Загалом | Допрацездатний вік | Працездатний вік | Постпрацездатний вік |
| -------- | ------- | ------------------ | ---------------- | -------------------- |
| Чоловіки | 53      | 5                  | 34               | 14                   |
| Жінки    | 68      | 13                 | 33               | 22                   |
| Разом    | 121     | 18                 | 67               | 36                   |